# Гора Грем
32°42′06″ пн. ш. 109°52′17″ зх. д. / 32.701666666667° пн. ш. 109.87138888889° зх. д.Гора Ґрем (називається також Nnee biyati' (Західні Апачі) Dził Nchaa Sí'an — «Велика сидяча гора») — гора в окрузі Ґрем, штат Аризона, США, приблизно за 70 миль (110 км) на північний схід від Тусона. Гора досягає 10 724 футів (3 269 м) у висоту. Це найвища точка в окрузі Грем, Національному лісі Коронадо та горах Піналеньо. Це також найпівденніша вершина та ділянка суші в континентальній частині Сполучених Штатів вище 10 000 футів (3048 м). Оскільки місцеві жителі часто використовують назву «Маунт Грем» для позначення всього гірського масиву, саму вершину часто називають «Висока вершина». Це двадцята з 57 надвидатних вершин нижніх 48 штатів і перша з п'яти в Аризоні.

## Загальний опис
Вершини гори Ґрем є витоком численних багаторічних потоків, які протікають через п'ять основних ботанічних зон. Розташовані між південними Скелястими горами та Західною Сьєрра-Мадре Мексики, біологічно ізольовані протягом тисячоліть, високі гори стали притулком для реліктових популяцій рослин і тварин із адаптивними стратегіями, що ґрунтуються на екологічних умовах плейстоценового льодовикового періоду. На особливу увагу заслуговують насадження найстаріших хвойних дерев на південному заході США та пов'язані з ними місця проживання видів, що перебувають під загрозою зникнення, особливо червоної білки Маунт-Грем.
Розташований біля північної межі батьківщини апачів Чирікауа та південних окраїн території західних апачів, хребет є однією з чотирьох найсвятіших гір західних апачів і вважається священним для всіх корінних народів регіону.
У 1993 році біля підніжжя гори був заснований Свято-Паїсіївський православний монастир.
На горі Грехем живуть обидва види місцевої форелі Аризони — гіла та апачська форель, а також три види інтродукованої форелі.

## Обсерваторія Маунт Грехем
Великий бінокулярний телескоп Міжнародної обсерваторії Маунт-Грем на горі Грем, 2004 р.
На горі Ґрем розташована зона міжнародної обсерваторії Маунт-Грем, де кілька організацій встановили великі телескопи в кількох окремих обсерваторіях, дозволених рідкісним рішенням Конгресу мирного часу про відмову від екологічних законів США.
Конгрес Сполучених Штатів дозволив будівництво обсерваторій на горі в 1988 році, але чотири визнані на федеральному рівні племена нації західних апачів і корінні американці викликали обурення, які вважають це місце священним. Екологічні групи, включаючи Sierra Club, також виступають проти Міжнародної обсерваторії Маунт-Грем, оскільки високі висоти є останнім місцем існування червоної білки на горі Грем.

## Інтернет-ресурси
- Mount Graham. Інформаційна система географічних назв, Геологічна служба США (USGS).
- «Mount Graham International Observatory home page». University of Arizona.
- «Mount Graham Coalition». an advocacy group.